# 段文凝
段 文凝（だん ぶんぎょう、1983年5月4日 - ）は、日本で活動する中国出身のタレント。スカイコーポレーション所属。早稲田大学非常勤講師。
来日前は中国でナレーターやアナウンサーをしていた。身長160cm。血液型B型。

## 来歴
天津師範大学卒業後、中国の天津電視台の所属タレントして、主に司会やナレーションを行う。2009年5月来日。
2011年4月より、中国文化芸術センターのキャスティングでNHK『テレビで中国語』にレギュラー出演（2017年3月まで）。留学生として早稲田大学大学院政治学研究科ジャーナリズムコースに在学し、2015年3月に卒業。
2011年10月、東京国際映画祭『東京・中国映画週間』の司会を担当。
2012年から2年間にわたって中国語コミュニケーション能力検定（TECC）のイメージキャラクターを担当。2012年11月から2013年8月までWEN YOU CHINESE ACADEMYで中国語講座の講師を務める。中国語eラーニング教材「超速中国語PLUS」にも講師として出演。
2012年8月から2014年7月までフェザンレーヴに所属。
2013年3月1日発売のイメージDVDにおいて、メイド服、セーラー服などのコスプレや水着姿を初披露した。
2013年5月2日放送 『吉田照美 飛べ! サルバドール』（文化放送）の中継コーナー「飛び出せ! 子ザル」で、番組内での愛称が「ぶーりん」と決定された。
2013年5月5日、公式ブログを開始。
2014年2月、映画『トレインヒーロー』の宣伝大使に就任。
2014年12月31日 公式ブログを終止。
2016年、中国語検定、HSKのイメージモデルに起用される。また監督官の資格も取得。

## 出演

### CM
- マツモトキヨシ（2013年）[8]
- 武田薬品工業「アリナミンEXプラス（中国語ver.）」（2015年）
- 沖縄県庁沖縄県庁観光PRムービー「Memorable Trip to Okinawa」（2015年）[9]

### テレビ番組
- テレビで中国語（2011年4月1日～2017年3月 、NHK Eテレ） レギュラー
- 語学コロシアム（2011年12月26日、NHK Eテレ）
- NHK高校講座 コミュニケーション英語Ⅰ（NHK Eテレ）ニンニン役
- 今、この顔がスゴい!（2013年5月30日、TBS）
- ぴったんこカン・カン（2015年2月6日、TBS）
- 踊る!さんま御殿!!（2015年6月2日、日本テレビ）
- お悩み解決！とっさのおもてなし中国語（2016年、NHK Eテレ）
- 特報首都圏「“モノ”から“コト”へ　外国人の消費をつかめ！」（2017年2月17日、NHK（東京ローカル））
- ごごナマ　オトナの遊び場「アナタの知らないニッポン⁉」（2017年5月1日、NHK）
- 明日へ　つなげよう　ふるさとグングン！「国をこえて交流したい～埼玉・川口市～」（2018年3月4日、NHK）
- 逆転人生　「中国のカリスマ日本語教師」（2019年10月21日、NHK）
- ひるおび（2023年5月3日、TBS）出演時、早稲田大学非常勤講師
- 作りたい女と食べたい女 (2024年1月-2月、NHK)

### ラジオ番組
- 吉田照美 飛べ! サルバドール（文化放送）　飛び出せ! 子ザル　中継リポーター（木曜担当。2013年5月2日 - 2014年9月25日。2013年4月19日のみ、金曜に出演）
- 栃木から世界へジャンプ!（エフエム栃木）
- やさしい日本語 简明日语[10]（NHKワールド・ラジオ日本）　『段段段文凝のピリパラ電話（段段段文凝的噼里啪啦电话）』コーナー
- NHKラジオドラマ「邪馬台之風」(中国語。广播剧《邪马台之风》)で邪馬台国人の役で声優として出演。
- 2023年度のNHKラジオ講座「まいにち中国語」ドラマパートで宇宙人役の声優として出演。

### 映画
- かわいい時限爆弾（2013年）[11]
- 魔女の宅急便（2014年3月1日、東映）
- バカドロン（2015年、監督 黒田将史）[12]　[13] -ヒロイン役
- となりあい（2016年）[14]　[15]

### 舞台
- And so this is Xmas（2016年9月24日～10月23日、作・演出 秦建日子）
- 3年前の君へ（2017年5月15日～17日、5月19日、作 小松拓也）[16]

### ナレーション
- 中国語講座 すぐに使える短いフレーズ（ヤマダパソコン教室）
- DVD＆CD付き 基礎から学べる中国語＜発音と文法＞（PHP研究所、2011年3月、ISBN 4569795897、CDナレーション）
- 読める！話せる！26のコツで身につく中国語の基本（日本経済新聞出版社、2011年4月、ISBN 4532406854、CDナレーション）
- 中国語1000本ノック 超入門 （コスモピア、2011年6月、ISBN 4864540004、CDナレーション）
- 日中国交正常化40周年特別番組「強行帰国〜忘れ去られた花嫁たち〜」（2012年10月1日、TBS、ナレーション）
- カワイイ スタイル（2012年-2013年、TBS、ナレーション）
- 中検準４級対応 クラウン中国語単語 600（三省堂、2015年3月、ISBN 4385365466、CDナレーション）
- 中検４級対応 クラウン中国語単語 700（三省堂、2015年12月、ISBN 4385365504、CDナレーション）

### DVD
- 「段文凝 私的探求旅日記」（2013年3月1日発売、ポニーキャニオン、イメージビデオ）

### エッセイ、コラム
- 毎日小学生新聞「段段春風」（2013年4月 - 2014年3月 ）

### 動画
- 東芝 中国WEBプロモーションムービー（2016年）[17] [18]

### インターネット配信
- NHK華語視界 18:00（2019年1月15日 - ） - 進行役

## 書籍

### 著作
- 日本が好き！（PHP研究所、2012年7月、ISBN 4569805361）
- 段ちゃんと！　はじめての中国語（日本文芸社、2013年7月、ISBN 4537210354）
- 「菜根譚」が教えてくれた 一度きりの人生をまっとうするコツ100（マガジンハウス、2015年4月、ISBN 9784838727438）
- マンガでわかる リアル中国人 （主婦と生活社、2015年12月、ISBN 4391148064）
- 中国語で読む 我的ニッポン再発見!　（研究社、2016年6月、ISBN 4327394351）

### カレンダー
- 段ちゃんのカンタン中国語 2013カレンダー （トライエックス、2012年9月）
- 段文凝 カレンダー 2014年　（ハゴロモ、2013年10月）